# Carrer de la Bosseria
El carrer de la Bosseria és una via urbana històrica del centre de València. Està situat entre la plaça del Tossal i la plaça del Mercat.
El nom correspon a l'antic repartiment d'oficis i gremis a la ciutat a l'època medieval, ja que aleshores el carrer albergava el gremi dels artesans de la bossa. Concretament, hi havien molts tallers de cordoners i guanters, que realitzaven i venien bosses de seda, fil o androceu. Els artesans de la bossa es van intitular bossers en les ordenances d'aquest gremi en maig de 1741. El seu rètol pot datar de 1370.